# گرانت بریتز
گرانت بریتز (به انگلیسی: Grant Brits) (زادهٔ ۱۱ اوت ۱۹۸۷) شناگر اهل استرالیا است.